# Olivia Harrison
Olivia Harrison (nhũ danh Trinidad Arias, sinh 18 tháng 5 năm 1948) là nhà văn, nhà sản xuất phim người Anh gốc Mexico. Bà là người vợ thứ hai của George Harrison và là mẹ người con trai duy nhất của ông, Dhani Harrison.